# High-speed stages
Ensemble d'étages supérieurs
Les High-Speed Stages (Étages à haute-vitesse en français) sont un ensemble d'étages de fusée supérieurs développés par la Jet Propulsion Laboratory, utilisés sur les fusées Redstone Jupiter-C, son dérivé, le Juno I, et sur le Juno II, dérivant du missile Jupiter. 
Ces étages supérieurs servaient à propulser la tête de rentrée d'essai nucléaire Jupiter sur le Jupiter-C, et par la suite servit à la mise en orbite des premiers satellites américains, les Explorer, lorsque Jupiter-C fut reconvertit en le premier lanceur spatial américain opérationnel, Juno I. Par la suite, ils ont servi sur le lanceur Juno II, dérivant du missile Jupiter.
Les High-Speed Stages étaient composés de paquets de moteurs « Baby Sergeant », qui sont des boosters de missile Sergeant, mais de taille réduite. Le premier paquet d'étage, le « Second étage » (le Missile Redstone ou Jupiter est désigné « Premier étage » ou « Booster »), est composé de 11 moteurs Baby Sergeant, suivi du « Troisième étage », composé de trois moteurs Baby Sergeant, puis enfin, un « Quatrième étage », composé d'un unique moteur Baby Sergeant, mais de taille réduite comparé aux autres étages, est présent pour les vols sur le Juno I et Juno II.
Les ergols utilisés sont des propergols solides. Le Second et Troisième étages utilisent du T17-E2, tandis que le Quatrième étage utilise du JPL 136.
Pour se maintenir, ces étages supérieurs tournaient sur leur axe long pour obtenir un effet de stabilisation par rotation. Cette rotation était réalisée au moyen de deux moteurs d'entraînement électriques situés dans le compartiment des instruments du booster.

## Description générale

### Structure

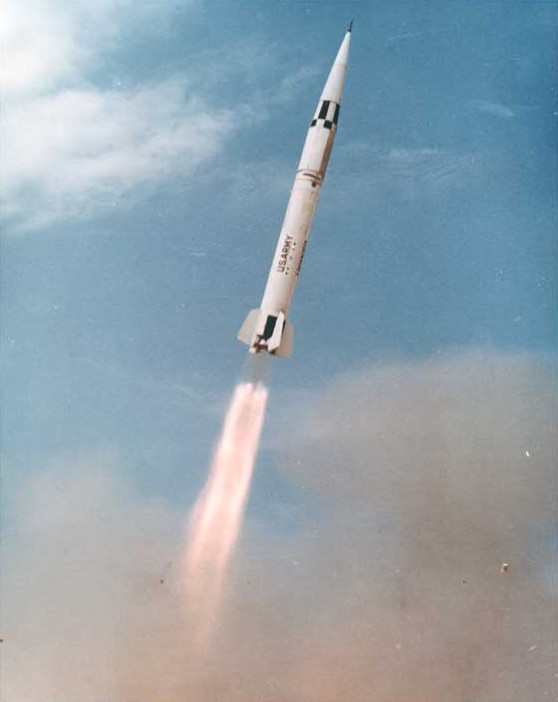
Missile Sergeant.

Les High-speed stages sont constitués de grappes de moteurs à propergol solide. Chaque moteur a un diamètre de 15,24 cm et une longueur totale, y compris la tuyère, de 1,19 m, à l'exception du moteur de l'étage 4 qui est légèrement plus court.
Leur conception est basée sur un modèle réduit du moteur de fusée du missile Sergeant, qui était en cours de développement dans le Jet Propulsion Laboratory (JPL). Le premier étage à grande vitesse est propulsé par onze moteurs de ce type, le suivant par trois et le dernier par un. Les étages sont désignés par "tuile", selon la convention de numérotation. Le missile Redstone est appelé étage 1, ou booster, la première section à grande vitesse est l'étage 2, la suivante l'étage 3, et le dernier l'étage 4.

#### Formation de l'étage 2

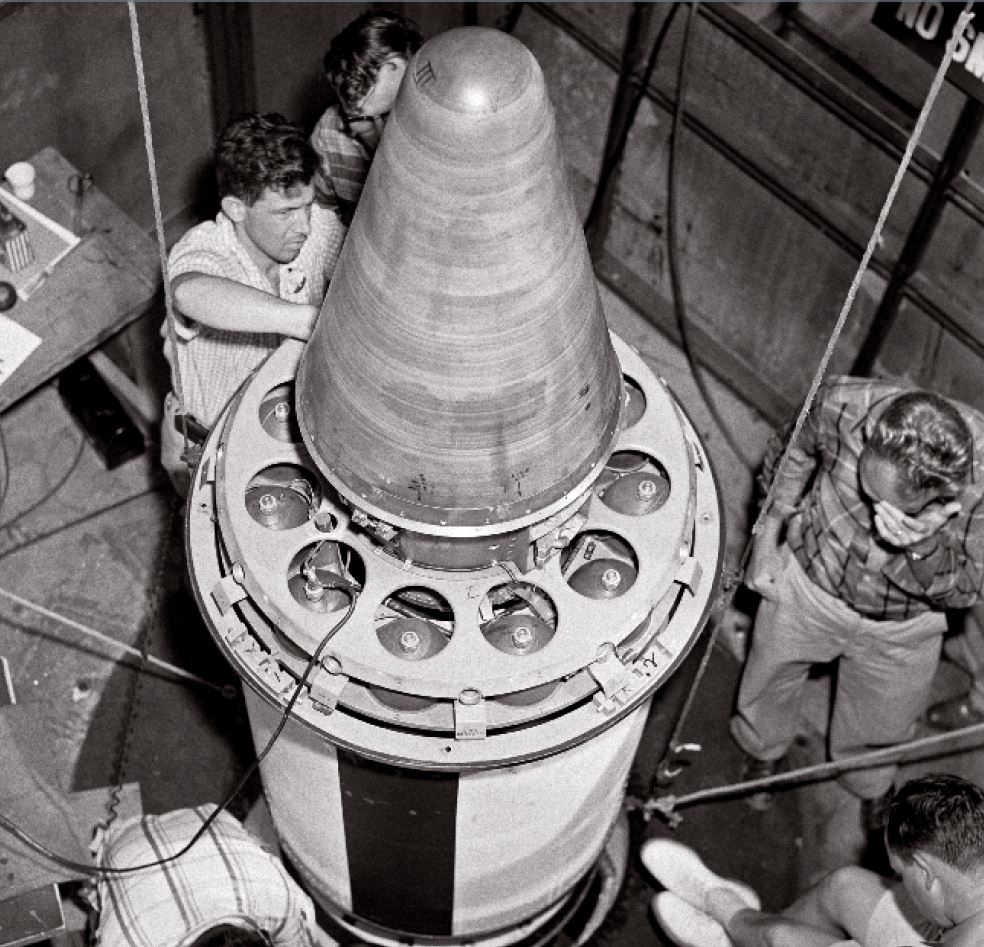
Installation d'une tête de rentrée Jupiter sur les High-speed stages, sur le Jupiter-C RS-40.

Les onze moteurs formant l'unité de propulsion de l'étage 2 sont disposés en anneau avec leurs axes parallèles. Le rayon de cet anneau, mesuré de l'axe de symétrie de l'étage à l'axe de l'un des moteurs, est de 0,35 cm. Les moteurs sont maintenus ensemble par trois cloisons transversales.

#### Formation de l'étage 3
À l'intérieur de cet anneau de moteurs est logé le groupe de trois moteurs constituant l'unité propulsive de l'étage 3. Ces moteurs, disposés avec leurs axes parallèles, sont également soutenus par trois cloisons transversales. Dans le prolongement de ce faisceau de moteurs se trouve une coque tronconique qui supporte le quatrième étage. Une coque conique a été conçue pour être utilisée avec le cône de nez de la rentrée, sur le Jupiter-C, et une autre sur le Juno I pour les satellites Explorer.
La conception des High-speed stages, telle que décrite dans le présent rapport, a été effectuée sur la base des charges imposées et des performances requises par la configuration orbitale. Dans cette configuration, le quatrième étage, complet avec la charge utile en orbite, pesait environ 34 kg. Par contre, le véhicule de rentrée qui remplacerait l'étage 4 pesait 159 kg. Une analyse préliminaire a été effectuée au JPL pour déterminer les modifications à apporter à la structure des étages 2 et 3 pour accueillir cette charge utile plus lourde. Sur la base de cette analyse, il est apparu qu'aucune modification importante ne serait nécessaire. Ainsi, le double objectif a été maintenu avec succès dans la conception des High-speed stages.

### Fiabilité
Le choix des moteurs pour les High-speed stages était basé principalement sur des considérations de fiabilité. Comme les étages devaient être constitués d'un nombre relativement important de petits moteurs de fusée facilement disponibles, il était considéré comme d'une importance vitale que la fiabilité des moteurs individuels soit élevée, de sorte qu'il y ait une forte probabilité de succès de la mission. Comme sous-produit du travail de développement du programme du missile Sergeant au Jet Propulsion Laboratory, il y avait un moteur à propergol solide de 15,24 cm de diamètre, un modèle réduit du moteur Sergeant de 78,74 cm de diamètre. Plus de 130 tirs statiques dans une gamme de température allant de −34 °C à 60 °C avaient été effectués sur le moteur à l'échelle sans aucune défaillance. Le regroupement de nombreux petits moteurs a créé plusieurs problèmes potentiellement graves dont la solution a exigé beaucoup d'efforts dans plusieurs domaines.
Afin d'assurer une grande précision, les moteurs-fusées à tuiles des étages 2 et 3 devaient être mis à feu simultanément. La section des fusées solides du JPL a effectué de nombreux tests pour déterminer la différence potentielle, s'il y en a une, dans les temps de mise à feu des onze moteurs de l'étage 2 et des trois de l'étage 3. En utilisant des pétards pour allumer les allumeurs de moteurs, ils ont découvert que la différence était en fait faible, mais qu'elle pouvait être réduite davantage en utilisant un collecteur à l'étage 2 pour utiliser les gaz chauds afin d'allumer les onze moteurs en même temps. Bien que le collecteur ait pu être utilisé, il aurait ajouté du poids aux étages et, par conséquent, réduit le poids disponible pour la charge utile. La solution finale a été d'utiliser un système redondant dans lequel deux amorceurs étaient câblés en parallèle, pour chaque allumeur. Un autre problème grave concernait le guidage de la grappe JPL à propergol solide. L'ensemble de la grappe de l'étage supérieur tournait sur son axe long pour obtenir un effet de stabilisation par rotation. Cette rotation était réalisée au moyen de deux moteurs d'entraînement électriques situés dans le compartiment des instruments du booster.
La rotation de la grappe de moteurs permettait également d'égaliser toute variation de poussée et tout désalignement de poussée entre les moteurs. Cependant, cette condition présentait deux exigences contradictoires. Pour augmenter la précision et minimiser la dispersion, il était souhaitable de faire tourner la grappe aussi vite que possible. D'un autre côté, certaines vitesses de rotation font apparaître une fréquence de résonance critique dans le véhicule, ce qui pourrait entraîner la défaillance du véhicule en raison des charges vibratoires. Dans tous les cas, l'exigence de stabilisation de la rotation nécessiterait l'équilibrage minutieux de l'ensemble du groupe. Afin de minimiser le problème de résonance, la vitesse de rotation a été programmée pour tirer parti du fait que la fréquence critique commence à une valeur assez basse lorsque le missile Redstone est entièrement chargé et augmente régulièrement à mesure que le carburant est épuisé pendant le lancement.
Un régulateur de vitesse a été mis au point par l'Army Ballistic Missile Agency pour programmer le régime de la grappe depuis le maximum autorisé au lancement jusqu'au régime final souhaité. Le régime final devait être atteint avant la combustion du booster afin que le système de contrôle du roulis utilisé après la combustion ne soit pas trop sollicité.
La grappe était entraînée par deux moteurs d'avion General Electric à courant continu de 28 V, 7700 tr/min et 3,5 CV. Les moteurs fonctionnaient en parallèle au moyen d'une courroie crantée. Un synchro, relié par un accouplement flexible à l'un des arbres du moteur, fournissait les données pour le régulateur de vitesse et une indication pour un compteur permettant de mesurer précisément la vitesse. La charge sur les moteurs variait du décollage du missile au vol libre, en fonction de l'accélération et de la pression aérodynamique. Normalement, les moteurs fonctionnaient à environ 60% de leur charge maximale, mais pendant le vol, une surcharge d'environ 200% était à prévoir.
Comme un système de régulation de la tension d'induit pour traiter 200 ampères serait encombrant et lourd, il a été décidé de contrôler la vitesse des moteurs par la régulation du champ.
Pour le premier vol, RS-27, le rapport d'engrenage entre le moteur d'entraînement et la grappe était tel qu'une fréquence de sortie de synchro de 150 cps correspondait à 750 tr/min de la grappe. Cette fréquence était comparée à une référence de fréquence, et l'erreur était amplifiée et réinjectée dans le champ du moteur dans une direction qui minimisait cette erreur. Pour la phase de fonctionnement programmée, un petit moteur à minuterie avec un engrenage faisait tourner un potentiomètre d'un tour en 120 secondes environ et changeait la référence de fréquence. Le système en boucle fermée minimisait l'erreur entre la référence et la vitesse réelle. Ainsi, le moteur a modifié sa vitesse conformément au programme, c'est-à-dire entre 600 et 750 tr/min en 120 sec.
Le moteur régulé a montré une déviation de moins de 3%, pour une large gamme de courants d'induit. À 750 tr/min, où une grande précision est requise, la déviation était maintenue à moins de 15. Les essais ont montré que le système pouvait être représenté essentiellement par un système du second ordre. La réponse transitoire en vitesse à un changement soudain de la charge a indiqué une oscillation d'environ 0,1 cps avec 40% d'amortissement critique.

## Configuration structurelle

### L'assemblage complet
L'assemblage complet des étages à grande vitesse a une longueur totale de 3,19 m. Le diamètre total, mesuré entre les bords extérieurs des attaches de support avant de l'étage 2, est de 64 cm. Le poids de l'ensemble complet, moins la charge utile, est de 445 kg.

### L'anneau de l'étage 2
L'anneau des moteurs de l'étage 2 est soutenu par trois cloisons transversales. La méthode de support est la suivante : trois anneaux en acier pré-usinés, positionnés pour coïncider avec les trois cloisons, sont soudés à l'extérieur de chaque carter de moteur. Onze trous sont également espacés autour de chaque cloison, qui est usinée pour s'adapter parfaitement aux anneaux du moteur. Les cloisons et les anneaux sont ensuite boulonnés ensemble. La fonction des cloisons est de soutenir les moteurs contre les charges radiales imposées par le mouvement de rotation de la fusée. La cloison avant a une fonction supplémentaire. Elle transmet les charges axiales entre les onze moteurs et le reste de la structure.
Les trois cloisons sont toutes similaires à la conception de la cloison avant. Elles sont fabriquées à partir de tôles d'aluminium fiat. La structure d'anneaux et de nervures en forme de bande est obtenue en enlevant 80 % du matériau des espaces intermédiaires. La cloison avant comporte quatre pattes de support espacées de manière égale sur sa circonférence extérieure. Ces pattes s'insèrent dans des fentes correspondantes près du bord avant de la cuve de lancement et servent à soutenir la partie avant de la structure annulaire contre les charges transversales. Aucune charge axiale n'est supportée par ces pattes. Sur la face avant de la cloison avant, près de sa circonférence intérieure, se trouvent trois supports équidistants destinés à maintenir l'étage 3. Ces supports sont munis de vis de réglage pour permettre l'alignement de l'étage 3 dans l'assemblage terminé. Les supports transmettent les charges axiales et transversales de la cloison avant de l'étage 2 à l'étage 3.
Le tube de charge axiale, qui s'adapte à la circonférence intérieure de l'anneau, est boulonné à chacune des trois cloisons. Il est constitué de trois pièces de tôle d'aluminium qui sont vissées ensemble sur des joints à recouvrement dans le sens de la longueur. Le tube est renforcé par trois doublures, également en tôle d'aluminium, qui passent entre les cloisons centrale et avant. À son extrémité avant, le tube est soutenu par une courte section cylindrique qui s'étend vers l'arrière à partir de la cloison avant, comme décrit ci-dessus. À son extrémité arrière, le tube est boulonné à un anneau court, également en aluminium, dont la base et la circonférence extérieure sont soigneusement usinées pour s'adapter à un anneau de support dans la cuve de lancement. Les charges axiales et transversales sont reprises par cet anneau.

### Structure de l'étage 3
L'assemblage de l'étape 3, comme le montre la figure 3, se compose de deux structures de base. La première structure est un ensemble de trois moteurs, maintenus ensemble par trois cloisons transversales. Ces cloisons sont fabriquées de la même manière que les cloisons de l'anneau de l'étage 2. Les cloisons centrale et arrière soutiennent les moteurs contre les charges transversales induites par la rotation, tandis que la cloison avant joue un double rôle en supportant les charges transversales et axiales. La deuxième structure de base est la coque conique qui s'étend à l'avant de la cloison avant. Deux coques différentes ont été utilisées selon que la mission nécessitait le cône de nez de rentrée ou le quatrième étage et la charge utile. La cloison avant de l'étage 3 comporte trois pattes de support espacées de manière égale sur sa circonférence extérieure. Ces pattes s'insèrent dans les trois supports qui sont fixés sur la face avant de la cloison avant de l'étage 2. Pendant le vol du missile Redstone et de l'étage 2, les charges axiales sont transmises à l'étage 3 par ces pattes de support. À l'avant de cette cloison se trouve une courte section conique qui supporte la base de l'étagère conique.
Au niveau de la cloison arrière, il y a trois pattes de support également espacées sur la circonférence intérieure du tube. Des fentes sont prévues dans ces pattes qui correspondent aux pattes de la cloison arrière de l'étage 3. De cette manière, la partie arrière de l'étage 3 est soutenue contre les charges transversales ; aucune charge axiale n'est supportée par ces pattes.
La cloison centrale de l'ensemble de la troisième étape est plus légère que toutes les autres cloisons, car il n'est pas nécessaire de prévoir un rebord autour de sa circonférence extérieure. La cloison arrière comporte trois pattes de support espacées de manière égale sur sa circonférence extérieure. Ces pattes s'insèrent dans les fentes des trois supports fixés à l'intérieur du tube de la structure annulaire de l'étage 2. Ces pattes transmettent les charges transversales mais pas les charges axiales à la structure de l'étage 3. La coque conique, boulonnée sur la cloison avant de l'étage 3, est fabriquée à partir d'un filage d'aluminium.
Trois trous circulaires de 13 cm de diamètre sont percés dans la coque en un point situé juste en avant des extrémités avant des moteurs de l'étage 3. Ces trous permettent d'accéder aux têtes des moteurs pour installer des allumeurs. Les vols initiaux transportaient des unités de flash pyrotechniques situées dans les étages 3 et 4. Ces flashs, qui étaient déclenchés par une minuterie à certains moments du programme de combustion, devaient fournir des informations sur la trajectoire. Les flashes prévus pour l'étape 3 étaient transportés dans le cône. Des trous dans la coque conique, à travers lesquels les flashes pouvaient être tirés, et des fixations pour maintenir les flashes avant leur mise à feu, étaient situés juste derrière l'anneau de support arrière. Un trou triangulaire a été découpé au centre de chacune des trois cloisons de l'étage 3. Les dimensions de ces trous sont telles qu'un cylindre de 3,81 cm de diamètre pouvait être transporté sur la ligne centrale de l'étage 3, en passant par ces trous dans les cloisons. Cet espace a été utilisé pour contenir les batteries qui font fonctionner les circuits d'allumage et de synchronisation de l'étage 3.